# Cayman Brac
Cayman Brac is een van de drie eilanden van de Kaaimaneilanden.  Het ligt ongeveer 143 km ten noordoosten van Grand Cayman in de Caraïbische Zee.  In 1999 woonder er 1.822 mensen op het eiland.
Het eiland is ongeveer 19 km lang en gemiddeld 2 km breed, en heeft een oppervlakte van 38 km². Van west naar oost rijst langzaam een kalkstenen heuvel op tot een hoogte van 43 meter aan het oostelijke einde. Deze heet "The Bluff" en gaf ook zijn naam aan het eiland; "brac" heeft dezelfde betekenis in het Gaelic.
Christoffel Columbus voer in 1503 langs Cayman Brac en het nabijgelegen Little Cayman, toen zijn schip uit koers geslagen was tussen Hispaniola en Panama. Hij noemde de beide eilanden "Las Tortugas" vanwege vele schildpadden. Francis Drake landde op de eilanden in 1585-1586 en noemde ze "Caymanas", wellicht omdat hij de leguanen verwarde met kaaimannen.